# Erich Kettelhut
Erich Kettelhut   (Berlín, 1 de novembre de 1893 - Hamburg, 13 de març de 1979) va ser un dissenyador de producció, director d'art i decorador alemany. Kettelhut és considerat un dels artistes més importants de la història del primer cinema alemany, principalment per la seva direcció d'escenografia per Die Nibelungen (1924) i el seu disseny i efectes visuals per a Metropolis (1927). La seva carrera inicial es va definir per una relació de treball amb els seus companys dissenyadors Otto Hunte i Karl Vollbrecht, que van treballar en moltes de les primeres pel·lícules alemanyes de Fritz Lang. Tot i ser conegut sobretot per les crear imatges icòniques en diverses de les pel·lícules més importants del cinema expressionista alemany, també destaca per una carrera que s'estén fins als anys seixanta i el seu treball en pel·lícules i musicals més lleugers.

## Biografia

### Inicis
Kettelhut va néixer a Berlín el 1893. Després d'acabar els estudis bàsics, va rebre formació en una escola d'artesania com a artista pel teatre. El 1909 va conèixer per primera vegada Otto Hunte, quan van ser encarregats de la direcció d'art al Stadttheater d'Aquisgrà. Els dos van col·laborar múltiples vegades durant els inicis de les seves carreres cinematogràfiques. Des de 1910 fins a 1912 Kettelhut va estudiar al Col·legi d'Arts Aplicades de Berlín. Després va exercir d'aprenent en teatres locals d'Alemanya, incloent com a pintor de telons a la Metropolitan Opera de Berlín i el rol de cap del departament de disseny a Mühlhausen. El seu rol en el teatre es va interrompre quan Kettelhut va ser cridat per servir al front el 1914. Després de ser alliberat del servei militar al final de la Primera Guerra Mundial, els seus antics col·legues, Hunte i Karl Vollbrecht, van trobar-li feina a l'agència de disseny de Martin Jacoby-Boy a Berlín. Un dels clients de la firma va ser MayFilms, la productora del cineasta Joe May i va ser a través d'aquests llaços que Kettelhut va començar el seu treball en del cinema.

### Treball amb Lang, Hunte i Vollbrecht, 1919–1926
Kettelhut va treballar per primera vegada al cinema per a la producció de 1919 Die Herrin der Welt (La mestressa del món), una èpica de vuit parts del cinema alemany. Kettelhut va ser emprat com a dissenyador de producció en les vuit parts i també se l'acredita com a decorador d'escenografia a la primera part. Kettelhut va treballar com a assistent de Jacoby-Boy en dues pel·lícules més el 1920, la primera va ser Das wandernde Bild (La imatge en moviment). Després de produir dissenys en ambdues parts de Das indische Grabmal de 1921, Kettelhut va ser contractat per treballar en el Dr. Mabuse, der Spieler de Fritz Lang (1922), on es va reunir amb Hunte i Vollbrecht.
El 1924, Kettelhut va treballar en una de les seves pel·lícules més importants, Die Nibelungen. Amb Lang de nou com a director, va tornar a reunir l'equip de Hunte, Vollbrecht i Kettelhut, encarregats de dissenyar el mític món de Siegfried i els Nibelungs. Hunte es va encarregar de l'escenografia i la construcció, mentre que Kettelhut i Vollbrecht van encarregar-se de l'escenografia, tot i que l'especialitat de Kettelhut eren els dissenys i models arquitectònics. Kettelhut no només va crear l'estil arquitèctonic de la pel·lícula, dissenyant els edificis com el castell islandès envoltat de foc de la part I, sinó que també va estar molt involucrat en el disseny d'elements més mecànics, sobretot el drac de mida real derrotat per Siegfried. Poc abans de la seva mort, Kettelhut fou persuadit perquè venguès els seus dibuixos de producció originals de Die Nibelungen a la Deutsche Kinemathek, i posteriorment s'han mostrat com a part d'exposicions al museu del cinema de Berlín i al Centre Georges Pompidou a França. Die Nibelungen va portar a Kettelhut a una relació de treball amb el càmera Günther Rittau. Els dos van treballar junts diverses vegades, però la seva col·laboració més impressionant va ser en la seva següent pel·lícula amb Fritz Lang, Metropolis (1927). Lang va mantenir la fe amb el seu antic equip i amb Hunte com a director artístic, Vollbrecht i Kettelhut van ser incorporats per dissenyar el distòpic i futurista paisatge urbà de la pel·lícula. Els esborranys de Kettelhut originalment mostraven una gran catedral gòtica entre els gratacels, però això va ser rebutjat per Lang que tenia visions d'una ciutat que havia rebutjat la religió i, en canvi, havia construït una "Torre de Babel ".
El treball de Hunte i Kettelhut durant aquest període és vist sovint com una feina conjunta, ja que ambdós tenien la mateixa ideologia del disseny. Quan se'ls entrevistava per parlar de les seves creacions, parlaven de les característiques arquitectòniques o mecàniques del seu disseny més que les artístiques. A diferència dels seus contemporanis, Robert Herlth (Faust) i Walter Reimann (El gabinet del Dr. Caligari), Hunte i Kettelhut van preferir abordar els reptes tenint en compte les restriccions econòmiques i les dificultats tècniques de bestreta per tal d'assegurar-se que no trobessin problemes en la construcció. Herlth i Reimann es van preocupar més per l'aspecte i el disseny artístic i van animar la improvisació al plató per superar problemes tècnics.

### Després de Lang, 1927–1932
Després de Metropolis, Kettelhut, Hunte i Vollbrecht van seguir el seu propi camí. Això va permetre a Kettelhut passar a un primer pla com a dissenyador, i a partir d'aquest moment fou el dissenyador principal de moltes de les pel·lícules en què va treballar, principalment per a la UFA. Un dels primers projectes en solitari de Kettelhut va ser un paper no acreditat com a director d'art al documental de Walter Ruttmann Berlin: Die Sinfonie der Großstadt (Berlín: Simfonia d'una metròpoli ). Per mantenir la integritat del documental, Kettelhut va amagar i protegir les càmeres per la ciutat per permetre captar els ciutadans de Berlín sense interrupcions. El 1928 Kettelhut va ser el director artístic del drama de Paul Czinner Doña Juana, i d'Ungarische Rhapsodie una pel·lícula romàntica protagonitzada per una jove Dita Parlo. El 1931 es va casar amb la dissenyadora de vestuari Aenne Willkomm.
Fins a 1932, Kettelhut va continuar treballant amb el productor Erich Pommer, que havia supervisat projectes anteriors com Dr. Mabuse, der Spieler i Die Nibelungen. Aquests inclouen el melodrama mut de 1929 Asphalt i una sèrie d'operetes de Lilian Harvey (Princesse! à vos ordres!, The Love Waltz i Quick ) i les pel·lícules d'aventures de Hans Albers (Asphalt, Bomben auf Monte Carlo i FP1 antwortet nicht ). El treball de Kettelhut a Asphalt, on va dissenyar al plató un carrer sencer per permetre llargues panoràmiques, s'inspira en el treball de Rochus Gliese, que va aconseguir una gesta similar a Sunrise: A Song of Two Humans (1927) de F. W. Murnau. El carrer d'Asfalt era un escenari de 231 metres de llarg que permetia deu posicions de càmeres i la il·luminació diürna del qual emprava 2.000 bombetes que consumien quantitats d'electricitat comparables a una ciutat petita. El disseny del carrer era originalment de Herlth, però va dimitir després de barallar-se amb el director; la visió original de Herlth va influir en el disseny final de Kettelhut.
Durant aquest temps, els primers dies del cinema sonor, molts estudis van experimentar amb versions en múltiples idiomes, agafant una història i un equip i rodant una pel·lícula en dos o més idiomes, normalment amb un repartiment completament nou. UFA va experimentar amb aquest format, rodant moltes de les seves pel·lícules en alemany, francès i anglès, i això va provocar que Kettelhut fos contractat per treballar en dues o tres pel·lícules en ràpida successió. Exemples inclouen: Bombs on Monte Carlo (alemany), Le capitaine Craddock (francès) i Monte Carlo Madness (anglès). De les pel·lícules que Kettelhut va contribuir durant aquest període, que siguin destacables des del context del disseny, destaca FP1 antwortet nicht de 1932 (també rodada com a IF1 ne répond plus (versió francesa) i FP1 (versió anglesa)). Aquesta pel·lícula de ciència-ficció es va centrar al voltant d'una plataforma d'aterratge d'avions de l'Atlàntic, que va ser dissenyada per Kettelhut.

### Obra durant l'Alemanya nazi 1933-1945
Kettelhut va continuar trobant feina a Alemanya després que els nazis arribessin al poder. Va treballar amb directors alemanys com Paul Martin, Reinhold Schünzel i Arthur Robison, produint principalment comèdies per als talents local com Willy Fritsch . Durant aquest període, Kettelhut figurava més sovint a les seves pel·lícules com a dissenyador de producció en lloc de director d'art. A partir de 1937 va treballar per Georg Jacoby en una sèrie de musicals, com ara Gasparone (1937), Der Vorhang fällt (1939), Kora Terry (1940) i Frauen sind doch bessere Diplomaten (1941). Amb el final de la Segona Guerra Mundial, Kettelhut va abandonar la indústria cinematogràfica durant cinc anys.

### Carrera posterior 1950–1979
Kettelhut va tornar al cinema el 1950, amb la comèdia drama de Carl Froelich Drei Mädchen spinnen. Va continuar treballant per tota Alemanya, treballant per estudis de Munic, Hamburg i Berlín. Al principi, Kettelhut es va trobar dissenyant escenografies per a pel·lícules similars a les que havia estat treballant durant la dècada de 1940, amb un altre musical de Georg Jacoby Sensation in San Remo (1951), protagonitzat per Marika Rökk. També va treballar amb l'actor Gustav Fröhlich, en una de les poques incursions de Fröhlich en la direcció, el drama Torreani . El 1954 va tornar a trobar feina amb el seu antic cap Erich Pommer que havia tornat d'un exili autoimposat als Estats Units. Van fer dues pel·lícules finals junts, Eine Liebesgeschichte (1954) i Kinder, Mütter und ein General (Els nens, la mare i el general), que es va convertir en una de les cinc pel·lícules seleccionades com a millor pel·lícula estrangera als Globus d'Or de 1955.
A mitjans dels anys 50, Kettelhut es va trobar en demanda constant, treballant en tres o quatre pel·lícules a l'any. El 1955, a més de Kinder, Mütter und ein General, també va actuar com a dissenyador de producció a Drei Mädels vom Rhein, Drei Tage Mittelarrest i Eine Frau genügt nicht?. A finals de la dècada de 1950, Kettelhut va contribuir a dos drames submarins, l'antibèlica Haie und kleine Fische i la pel·lícula biogràfica U 47 – Kapitänleutnant Prien. L'última obra de Kettelhut per a la gran pantalla el va veure retrobar-se amb Fritz Lang, en la que també seria la seva darrera pel·lícula, Die 1000 Augen des Dr. Mabuse (1960).
Amb la seva carrera al cinema rere ell, Kettelhut va trobar feina a la emergent indústria televisiva. Va proporcionar la direcció artística de les pel·lícules per a televisió Geschichte einer Geschichte (1963), Das Feuerzeichen (1965) i Schwarzer Freitag i la sèrie de comèdia de televisió de curta durada de 1963 Die merkwürdigen Erlebnisse des Hansjürgen Weidlich. Va morir a Hamburg, Alemanya Occidental, el 13 de març de 1979 a l'edat de 86 anys.

## Premis i reconeixements
L'any 1968, Kettelhut va rebre el «premi especial per contribucions destacades al cinema alemany» pel seu conjunt d'obres als Premis del Cinema Alemany (Deutscher Filmpreis).